# Bataillon du Pacifique
Le bataillon du Pacifique est une unité des Forces françaises libres formée en Polynésie française en 1940, et appartenant à la 1re division française libre du général Pierre Kœnig. Il combat notamment en Afrique du Nord, en Italie et en France. Les soldats du bataillon sont surnommés les « Tamari'i volontaires », ce qui signifie les enfants volontaires (« tamari'i » signifie « enfants » en tahitien).
Le bataillon est créé à l'initiative de Félix Broche, alors capitaine, qui sera promu commandant, puis lieutenant-colonel avant d'être tué à la bataille de Bir Hakeim. Il est affectueusement surnommé par ses hommes le « metua » (le père).

## Histoire
En 1916, un bataillon mixte du Pacifique est constitué pour aller combattre en Europe et sur le front d'Orient. 
Pour la seconde fois dans l'histoire de la Polynésie, et à la suite des ralliements des EFO et de la Nouvelle-Calédonie, un Bataillon du Pacifique est formé, comptant dans ses rangs certains vétérans de la Première Guerre mondiale. Tous sont volontaires. Sur les 600 hommes composant initialement le bataillon, 300 viennent de Tahiti et 300 de Nouvelle-Calédonie. Cependant, c'est à Tahiti que nait le bataillon sous l'impulsion de Félix Broche, un officier originaire de Marseille et désireux de former un corps expéditionnaire. À la suite du référendum organisé à Tahiti à la suite duquel les Établissements français d'Océanie (EFO) se rallient à la France libre du général de Gaulle, le corps est levé et les 300 volontaires tahitiens quittent Tahiti le 21 avril 1941 sur le Monowai. Ils arrivent à Nouméa le 1er mai pour récupérer les volontaires calédoniens et se rendent en Australie, à Liverpool Camp (près de Sydney) pour y recevoir leur premier entraînement militaire et un équipement britannique. De là, ils embarquent à nouveau sur le Queen Mary en direction de Suez pour un voyage qui durera trente jours.
Le Bataillon du Pacifique cantonnera successivement en Égypte, en Palestine (à Qastina, près de Tel Aviv), puis en Syrie avant de retourner en Égypte dont il passera la frontière le jour de la Saint-Sylvestre 1941. Il prend place dans le dispositif anglais d'Halfaya et, le 14 février 1942, prend position à Bir Hakeim, ancien poste italien et puits à sec. Les hommes du bataillon, sur ordre du général Kœnig commandant la première brigade française libre, s'enterrent en préparation d'une guerre de position.
Le bataillon s'illustre lors de la bataille de Bir Hakeim du 26 mai au 11 juin 1942, à laquelle le maréchal Rommel en personne commande les troupes allemandes. C'est lors de cette bataille que le lieutenant-colonel Broche, qui commandait le bataillon depuis sa création, est tué, le 9 juin 1942, lorsque son poste d'observation est touché par un obus. Alors que son adjoint est tué sur le coup, il agonise dans les bras de son ordonnance. C'est également lors de cette bataille que le sergent Walter Grand devient le premier Tahitien à être décoré de la croix de guerre 39-45.
Après la sortie de vive force du 11 juin, le bataillon participe à la seconde bataille d'El Alamein avant de faire mouvement vers la Tunisie puis de s'embarquer pour l'Italie où il débarque à Naples. Entretemps, le 1er juillet 1942, le Bataillon du Pacifique et le Bataillon d'infanterie de marine (BIM), ayant tous deux subis de lourdes pertes, fusionnent pour donner le Bataillon d'infanterie de marine et du Pacifique (BIMP). Après de durs combats, notamment à la bataille du Garigliano, le BIMP embarque à nouveau et participe au débarquement en Provence en débarquant à Cavalaire. Débute ensuite sa remontée vers le Nord : le bataillon combat à Lyon, dans les Vosges, en Alsace et passe les onze derniers mois de la guerre à la caserne Latour-Maubourg, dans l'enceinte des Invalides, à Paris. Cependant, une partie du bataillon ne va pas à Paris et continue le combat dans le massif de l'Authion, dans les Alpes.
À la fin de la guerre, les survivants océaniens du BIMP sont envoyés à Saintes puis à Marseille où ils embarquent sur le Sagittaire. Le navire est plus que surchargé puisque 2 000 personnes embarquent sur un bateau de 200 places. Après une escale technique en Guadeloupe, le Sagittaire atteint enfin Papeete le 5 mai 1946. Tous les commerces sont fermés les 5 et 6 mai, et la population de Tahiti se déplace pour accueillir les soldats partis depuis cinq ans. Le navire repart peu après pour la Nouvelle-Calédonie.
Le bataillon compte 76 morts tahitiens et 80 morts néo-calédoniens et néo-hébridais.

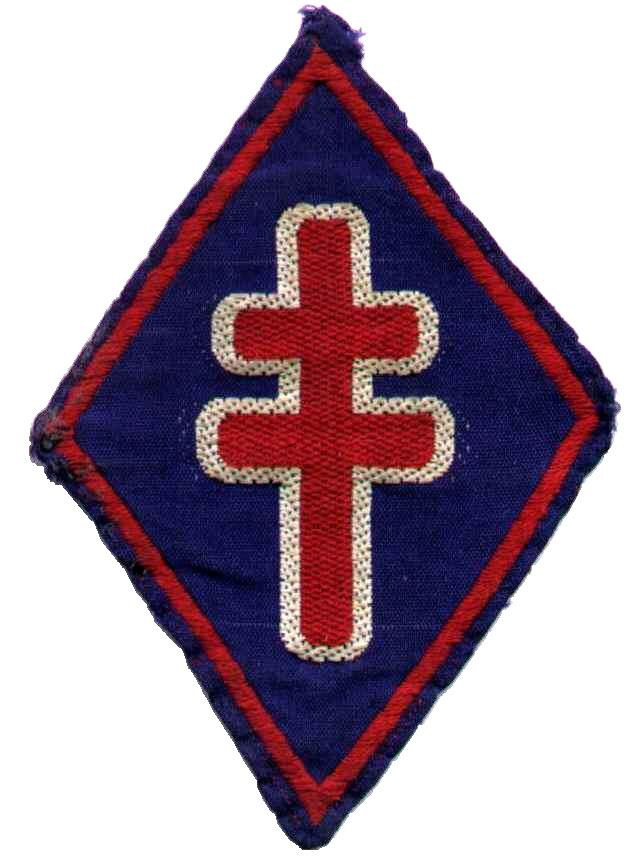
Insigne de la 1re division française Libre, dont faisait partie le bataillon.

## Organisation
Le Bataillon du Pacifique est une unité à l'organisation peu commune. Au 15 mai 1941, il compte 4 compagnies à 4 sections plus une section de commandement. Au mois d'octobre 1941, Félix Broche est promu au grade de lieutenant-colonel et obtient de conserver le commandement du bataillon, autre particularité puisqu'un bataillon est usuellement dirigé par un commandant (également appelé chef de bataillon).

## Personnalités ayant servi au sein du BP / BIMP

### Tahitiens
- Walter Grand (1917-1983), président de l'Assemblée Territoriale de Polynésie française de 1955 à 1958
- Philippe Bernardino (1915-1963), Compagnon de la Libération.
- John Martin (1921-2012), membre fondateur de l'Académie tahitienne en 1972

### Européens de Tahiti
- Robert Hervé (1910-1999), Compagnon de la Libération.
- Félix Broche (1905-1942), Compagnon de la Libération, Mort pour la France.
- Louis Rollin (1887-1972), médecin du corps expéditionnaire.

### Calédoniens
- René Petre (1908-1957), Compagnon de la Libération.
- Marcel Kollen (1912-1942), Compagnon de la Libération, Mort pour la France.
- Pierre Pannetier (1914-1984), Compagnon de la Libération.
- Georges Le Carrour (1915-1944), Compagnon de la Libération, Mort pour la France.
- Charles Porcheron (1917-1944), Compagnon de la Libération, Mort pour la France.
- Jean Tranape (1918-2012), Compagnon de la Libération.

### Européens
- Pierre Lafon (1904-1942), Compagnon de la Libération, Mort pour la France.
- Pierre Blanchet (1907-1944), Compagnon de la Libération, Mort pour la France.
- Jean Pillard (1914-1989), Compagnon de la Libération.
- Benjamin Favreau (1915-1994), Compagnon de la Libération.
- Jean Bellec (1920-2002), Compagnon de la Libération.
- André Salvat (1920-2017), Compagnon de la Libération.

## Compagnons de la Libération
Le Bataillon du Pacifique puis le BIMP comptent dans leurs rangs plusieurs Compagnons de la Libération. Le tableau ci-après présente les Compagnons du Bataillon du Pacifique, avant sa fusion avec le 1er BIM.
| Nom                      | Territoire d'origine                                                 | Date de décoration |
| ------------------------ | -------------------------------------------------------------------- | ------------------ |
| Philippe Bernardino      | Polynésie française                                                  | 16 octobre 1945    |
| Félix Broche             | Polynésie française                                                  | 11 mai 1943        |
| Robert Hervé             | Polynésie française                                                  | 16 octobre 1945    |
| Auguste Bénébig          | Nouvelle-Calédonie                                                   | 9 septembre 1942   |
| Marcel Kollen            | Nouvelle-Calédonie                                                   | 29 mars 1943       |
| Georges Le Carrour       | Nouvelle-Calédonie                                                   | 24 mars 1945       |
| Pierre Pannetier         | Nouvelle-Calédonie                                                   | 16 octobre 1945    |
| Raymond Perraud          | Nouvelle-Calédonie                                                   | 20 novembre 1944   |
| René Petre               | Nouvelle-Calédonie                                                   | 16 octobre 1945    |
| Charles Porcheron        | Nouvelle-Calédonie                                                   | 20 novembre 1944   |
| Jean Tranape             | Nouvelle-Calédonie                                                   | 20 novembre 1944   |
| Benjamin Favreau         | France métropolitaine (aspirant affecté au bataillon en 1941)        | 9 septembre 1942   |
| Jean Bellec              | France métropolitaine (aspirant affecté au bataillon en 1941)        | 9 septembre 1942   |
| André Salvat             | France métropolitaine (aspirant affecté au bataillon en 1941)        | 7 mars 1941        |
| Pierre Blanchet          | France métropolitaine (capitaine affecté au bataillon en avril 1942) | 20 novembre 1944   |
| Gaston Duché de Bricourt | France métropolitaine (capitaine affecté au bataillon en 1941)       | 27 mai 1943        |
| Pierre Lafon             | France métropolitaine (aspirant affecté au bataillon en 1941)        | 11 mai 1943        |
| Jean Pillard             | France métropolitaine (aspirant affecté au bataillon en 1941)        | 27 décembre 1945   |